# Canada aux Jeux paralympiques d'été de 2008
Le Canada a participé aux Jeux paralympiques d'été de 2008 à Pékin. Il a été représenté par 143 athlètes, qui ont pris part à dix-sept des vingt catégories sportives.
Le Canada est l'une des grandes puissances sportives des Jeux paralympiques, s'étant classé troisième au tableau des médailles à Athènes, derrière la Chine et le Royaume-Uni, avec 72 médailles, dont 28 médailles d'or.

## Nombre d’athlètes qualifiés par sport
Voici la liste des qualifiés et sélectionnés par sport :
| Sport           | Hommes       | Femmes       | Total |
| --------------- | ------------ | ------------ | ----- |
| Athlétisme      | 16           | 10           | 26    |
| Aviron          | 4            | 3            | 7     |
| Basket-ball     | 12           | 12           | 24    |
| Boccia          | 4            | 3            | 7     |
| Cyclisme        | 9            | 2            | 11    |
| Dynamophilie    | Non qualifié | Non qualifié | 0     |
| Équitation      | 0            | 5            | 5     |
| Escrime         | 1            | 0            | 1     |
| Football à 5    | Non qualifié | Non qualifié | 0     |
| Football à 7    | Non qualifié | Non qualifié | 0     |
| Goalball        | 5            | 6            | 11    |
| Judo            | 1            | 0            | 1     |
| Natation        | 6            | 15           | 21    |
| Rugby           | 11           | 1            | 12    |
| Tennis          | 2            | 2            | 4     |
| Tennis de table | 1            | 0            | 1     |
| Tir             | 1            | 1            | 2     |
| Tir à l'arc     | 2            | 1            | 3     |
| Voile           | 5            | 1            | 6     |
| Volley-ball     | Non qualifié | Non qualifié | 0     |
| Total           | 81           | 62           | 143   |

## Participants

### Athlétisme
- Chantal Petitclerc
- Dean Bergeron
- Diane Roy
- Michelle Stillwell

### Boccia
- Tammy McLeod

### Natation
- Andrea Cole
- Joe Barker
- Darda Sales
- Valérie Grand'Maison

### Rugby
- David Willsie

## Liste des médaillés canadiens

### Médailles d’or
| Sport        | Discipline                    | Athlète(s)           | Performance   |
| ------------ | ----------------------------- | -------------------- | ------------- |
| . Athlétisme | 100 m T54 Femmes              | Chantal Petitclerc   | 16 s 15       |
| . Athlétisme | 200 m T54 Femmes              | Chantal Petitclerc   | 27 s 52       |
| . Athlétisme | 400 m T54 Femmes              | Chantal Petitclerc   | 52 s 02       |
| . Athlétisme | 800 m T54 Femmes              | Chantal Petitclerc   | 1 min 45 s 19 |
| . Athlétisme | 1500 m T54 Femmes             | Chantal Petitclerc   | 3 min 39 s 88 |
| . Athlétisme | 100 m T42 Hommes              | Earle Connor         | 12 s 32       |
| . Athlétisme | 100 m T52 Hommes              | Dean Bergeron        | 17 s 47       |
| . Athlétisme | 200 m T52 Hommes              | Dean Bergeron        | 30 s 81       |
| . Athlétisme | 100 m T52 Femmes              | Michelle Stillwell   | 19 s 97       |
| . Athlétisme | 200 m T52 Femmes              | Michelle Stillwell   | 36 s 18       |
| . Équitation | Grand Prix libre catégorie II | Lauren Barwick       | 72.776        |
| Natation     | 50 m nage libre S10 Femmes    | Anne Polinario       | 28 s 51       |
| Natation     | 100 m dos Femmes S13          | Chelsey Gotell       | 1 min 09 s 09 |
| Natation     | 200 m 4 nages Femmes SM13     | Chelsey Gotell       | 2 min 28 s 15 |
| Natation     | 100 m papillon Femmes S13     | Valerie Grand'Maison | 1 min 06 s 49 |
| Natation     | 100 m nage libre Femmes S13   | Valerie Grand'Maison | 58 s 87       |
| Natation     | 400 m nage libre Femmes S13   | Valerie Grand'Maison | 4 min 28 s 64 |
| Natation     | 100 m dos Femmes S9           | Stephanie Dixon      | 1 min 09 s 30 |
| Voile        |                               | Paul Tingley         |               |

### Médailles d'argent
| Sport                           | Discipline                         | Athlète(s) | Performance                |
| ------------------------------- | ---------------------------------- | --- | -------------------------- |
| . Athlétisme                    | 5000 m T54 Femmes                  | Diane Roy | 12 min 29 s 08             |
| Basket-ball en fauteuil roulant | Tournoi hommes                     | Patrick Anderson Jaimie Borisoff Abditatch Dini David Durepos David Eng Robert Hedges Joey Johnson Adam Lancia Ross Norton Richard Peter Yvon Rouillard Chris Stoutenberg | Défaite contre l'Australie |
| . Équitation                    | Grand Prix Individuel catégorie II | Lauren Barwick | 68.454                     |
| Natation                        | 100 m papillon Femmes S13          | Kirby Côté | 1 min 06 s 62              |
| Natation                        | 200 m 4 nages Femmes SM13          | Kirby Côté | 2 min 28 s 65              |
| Natation                        | 200 m 4 nages Femmes SM9           | Stephanie Dixon | 2 min 37 s 54              |
| Natation                        | 400 m nage libre Femmes S9         | Stephanie Dixon | 4 min 39 s 73              |
| Natation                        | 100 m papillon Femmes S13          | Valerie Grand'Maison | 1 min 06 s 49              |
| Natation                        | 100 m dos Femmes S13               | Valerie Grand'Maison | 1 min 10 s 42              |
| Natation                        | 50 m nage libre Femmes S13         | Valerie Grand'Maison | 27 s 88                    |

### Médailles de bronze
| Sport          | Discipline                        | Athlète(s) | Performance                     |
| -------------- | --------------------------------- | --- | ------------------------------- |
| . Athlétisme   | 100 m T52 Hommes                  | André Beaudoin | 17 s 77                         |
| . Athlétisme   | 400 m T52 Hommes                  | Dean Bergeron | 1 min 00 s 43                   |
| . Athlétisme   | 400 m T54 Femmes                  | Diane Roy | 54 s 72                         |
| . Athlétisme   | 800 m T54 Femmes                  | Diane Roy | 1 min 48 s 07                   |
| . Athlétisme   | 1500 m T11 Hommes                 | Jason Joseph Dunkerley | 4 min 12 s 53                   |
| . Athlétisme   | 200 m T44 Femmes                  | Stefanie Reid | 28 s 85                         |
| . Athlétisme   | 100 m T53 Femmes                  | Ilana Duff | 17 s 69                         |
| . Athlétisme   | Lancer du poids F33/34/52         | Kyle Pettey | 11 m 04 - 1023 points           |
| Cyclisme       | Poursuite individuelle CP3 Hommes | Jean Quevillon |                                 |
| Cyclisme       | Course de route B&VI 1-3 Femmes   | Genevieve Ouellet Mathilde Hupin |                                 |
| Natation       | 50 m nage libre Hommes S10        | Benoît Huot | 24 s 65                         |
| Natation       | 100 m nage libre Hommes S10       | Benoît Huot | 54 s 26                         |
| Natation       | 400 m nage libre Hommes S10       | Benoît Huot | 4 min 12 s 14                   |
| Natation       | 200 m 4 nages Hommes SM10         | Benoît Huot | 2 min 15 s 22                   |
| Natation       | 400 m nage libre Hommes S11       | Donovan Tildesley | 4 min 49 s 45                   |
| Natation       | 100 m papillon Femmes S13         | Chelsey Gotell | 1 min 06 s 93                   |
| Natation       | 100 m nage libre Femmes S9        | Stephanie Dixon | 1 min 03 s 89                   |
| Natation       | 400 m nage libre Femmes S13       | Chelsey Gotell | 4 min 37 s 50                   |
| Natation       | 200 m 4 nages Femmes SM13         | Valerie Grand'Maison | 2 min 29 s 29                   |
| Rugby-fauteuil | Tournoi hommes                    | Ian Chan Jason Crone Jared Funk Garett Hickling Trevor Hirschfield Fabien Lavoie Say Luangkhamdeng Daniel Paradis Erika Schmutz Patrice Simard Mike Whitehead David Willsie Entraîneur: Benoit Labrecque | 47-41 contre la Grande-Bretagne |
| Voile          |                                   | John Scott McRoberts Stacie Louttit |                                 |